# Jacob Island
Jacob Island är en ö i Kanada.   Den ligger i territoriet Nunavut, i den östra delen av landet, 700 km norr om huvudstaden Ottawa. Arean är 9,9 kvadratkilometer.
Terrängen på Jacob Island är mycket platt. Öns högsta punkt är 23 meter över havet. Den sträcker sig 3,5 kilometer i nord-sydlig riktning, och 7,1 kilometer i öst-västlig riktning.